# Gerardo Martino
Gerardo Daniel Martino (Rosario, 1962. november 20. –) korábbi egyszeres argentin válogatott labdarúgó, korábban a spanyol FC Barcelona vezetőedzője volt egy szezon erejéig. 2019 és 2022 között a mexikói labdarúgó-válogatottat irányította.
Pályafutása során többnyire a Newell’s Old Boys csapatánál szerepelt, ahol 505 mérkőzésen lépett pályára, többnyire hivatalos mérkőzéseken, ezzel ő a rekorder. Egy szurkolói szavazáson őt választották meg a klub legjobb huszadik századi labdarúgójának.

## Pályafutása
1962-ben született az argentin Rosario városában. 10 évesen került először a Newell’s Old Boys csapatához.

### Játékosként

#### Newell’s Old Boys
1980. július 15-én 17 évesen debütált az első osztályban a Platense ellen. Játékát kreativitás és remek labdakezelés jellemezte. A Newell Old Boys csapatának történelmében a legtöbb mérkőzésen szerepelt, 505 mérkőzésen és ezeken 31 gólt jegyzett. 3 egyéni címet is nyert (Norberto Scoponi, Michelangelo Fullana és Juan Manuel Llop).
1987-88-as First Division bajnokságban érte el az első áttörést karrierje során. Ebben az évben megnyerték a bajnokságot. 1988-ban a Libertadores-kupa döntőjébe jutottak, ahol az uruguayi Nacional volt az ellenfelük. A mérkőzést az uruguayi klub nyerte 3-0-ra az Estadio Centenario stadionban, Montevideóban. 1990-ben Marcelo Bielsa lett a klub vezetőedzője, akivel megnyerték az 1990–91-es bajnokságot.

#### Európában
1991-ben Spanyolországba ment légiósnak a CD Tenerife együtteséhez. 15 bajnokin lépett pályára és egy gólt szerzett.

#### Visszatérés Argentínába
1991 közepén visszatért a Newell Old Boys csapatához, ahol az utolsó bajnokin pályára lépett és megvédték címüket a Clausuraban. A Boca Juniors ellen 1-0-ra győztek Eduardo Berizzo góljával, majd a visszavágón majd a Boca hazai pályán szintén 1-0-ra nyert, amiket követett a tizenegyespárbaj, amit a Boys 3-1-re nyert meg.
1992-ben Clausura győztesek lettek és a következő évben együtt játszott Diego Maradonával, aki 5 bajnoki mérkőzésen szerepelt a klubnál.
Ezek után egy szezon a Lanús együttesénél töltött. 1995 nyarán visszatért a Newell Old Boys csapatába, ahol időközben Eduardo José López lett az elnök, aki arra kényszerítette, hogy utolsó szezonja legyen a csapatban. A szurkolók nagy kedvence volt és búcsúzást is tartottak a tiszteletére.

#### Ecuador és Chile
1996-ban az ecuadori Barcelona SC csapatába igazolt és ebben az évben megfordult a chilei O'Higgins klubjában is.

##### A válogatottban
1981-ben két mérkőzésen szerepelt az Argentin U20-as válogatottban a Chilei U20 és az Ecuadori U20 ellen. A felnőtt válogatottban egy mérkőzésen szerepelt 1991-ben.

### Edzőként

#### Kezdetek
Visszavonulása után az aktív játéknak két év múlva a Brown de Arrecifes menedzsere lett. A klubhoz hívta két egykori csapattársát, Jorge Pautassót és Jorge Theilert. 1999-ben a Platenset és 2000-ben a Instituto vezetőedzője volt.

#### Paraguay
2006 végén a Paraguayi labdarúgó-szövetség felkérte a válogatott irányítására, miután a Libertad és a Cerro Porteño menedzsereként meggyőző teljesítményt nyújtott, Martino ezt elfogadta.
A 2007-es Copa Américán debütált nagy tornán, ahol 5-0-ra győzték le a Kolumbiai labdarúgó-válogatottat. Az amerikaiakat 3-1-re győzték le, míg az argentinoktól 1-0-ra kaptak ki. Csoport másodikként továbbjutottak a csoportkörből a negyeddöntőbe, ahol a Mexikói labdarúgó-válogatott ellen 6-0-ra kaptak ki.
A 2009-ben nyújtott remek munkájáért a válogatott szövetségi kapitányaként vehetett részt a 2010-es labdarúgó-világbajnokságon. A világbajnokságon az F csoportba kerültek. Az Olasz labdarúgó-válogatott ellen 1-1-es döntetlent értek el, míg a Szlovák labdarúgó-válogatott ellen 2-0-ra nyertek. A csoportkör harmadik mérkőzésén Új-Zéland ellen 0-0 lett az eredmény. A nyolcaddöntőben Japán ellen szerepeltek. A rendes játék idő alatt gól nélküli döntetlent értek el, majd a tizenegyes párbajban 5-3-ra nyertek. A negyeddöntőben a későbbi győztes spanyolok ellen David Villa góljával kikaptak 1-0-ra.
A világbajnokságon után a Medal of Honor Sport Merit díjat kapta meg a paraguayi elnöktől, Fernando Lugótól a kiemelkedő teljesítményéért. Ezután négy évvel meghosszabbította szerződését.
A 2011-es Copa Américán a B csoportba került, ahol a Brazil labdarúgó-válogatott, a Venezuelai labdarúgó-válogatott és az Ecuadori labdarúgó-válogatott is szerepelt. Mind a három mérkőzésen a csoportban döntetlent játszottak, így a negyeddöntőben ismét a brazilok ellen szerepeltek, a mérkőzést tizenegyesekkel nyerték meg a paraguayiak. Az elődöntőben Venezuela ellen is büntetőkkel mentek tovább a döntőbe, ahol a Uruguay ellen 3-0-ra kikaptak.
2011. november 17-én lemondott 58 mérkőzés után, ami a Paraguayi válogatott legtöbb mérkőzése egy szövetségi kapitány irányítása alatt. Utódja Aurelio González lett.

#### Newell’s Old Boys
Felkérték a Kolumbiai labdarúgó-válogatott élére, miután Hernán Darío Gómez távozott posztjáról, de ezt ő nem fogadta el, inkább az egykori klubja menedzsere lett, a Newell’s Old Boysnak. Az Argentin Primera División döntőjébe vezette csapatát és a Libertadores-kupa elődöntőjébe jutottak.

#### FC Barcelona
2013. július 23-án bejelentették hivatalosan, hogy 2 évre aláírt az FC Barcelona kispadjára.

#### Argentína
2014. augusztus 12-én váltotta Argentína kispadján Alejandro Sabellát.

#### Atlanta United
2016. szeptember 27-én bejelentették, hogy ő lesz a 2014-ben alapított Atlanta United vezetőedzője, amely 2017-től a MLS-ben indul.

#### Mexikó
2019. január 7-én nevezték ki a mexikói válogatott szövetségi kapitányának. Március 22-én a Chile ellen 3–1-re megnyert felkészülési mérkőzésen debütált. Ebben az évben az Egyesült Államok ellen 1–0-ra megnyerte a válogatottal a CONCACAF-aranykupát. A 2022-es labdarúgó-világbajnokságon a C csoport harmadik helyén végeztek, majd a Szaúd-Arábia ellen 2–1-re megnyert mérkőzést követően távozott.

#### Inter Miami
2023. június 28-án jelentette be az Inter Miami a szerződtetését.

## Sikerei, díjai

### Játékosként
Newell's Old Boys
- Argentin Primera División (3): 1987–88, 1990–91, 1992 (Clausura)

### Menedzserként
Libertad
- Paraguayi Primera División (3): 2002, 2003, 2006

Cerro Porteño
- Paraguayi Primera División (1): 2004

Newell's Old Boys
- Argentin Primera División (1): 2013 (Final)

Barcelona
- Spanyol szuperkupa: 2013

Mexikó
- CONCACAF-aranykupa: 2019

### Egyéni
- Az év edzője Dél-Amerikában (1): 2007

## Edzői statisztika
Legutóbb frissítve: 2022. november 30-án lett.
| Csapat            | Nemzet                    | –tól                 | –ig                | Mérleg     | Mérleg | Mérleg | Mérleg | Mérleg |
| M                 | GY                        | D                    | V                  | Győzelem % |        |        |        |        |
| ----------------- | ------------------------- | -------------------- | ------------------ | ---------- | ------ | ------ | ------ | ------ |
| Almirante Brown   | Argentína                 | 1998. január 1.      | 1998. december 31. | 32         | 13     | 6      | 13     | 40.63  |
| Platense          | Argentína                 | 1999. január 1.      | 1999. december 31. | 19         | 4      | 5      | 10     | 21.05  |
| Instituto         | Argentína                 | 2000. január 1.      | 2000. december 31. | 42         | 24     | 11     | 7      | 57.14  |
| Libertad          | Paraguay                  | 2002. január 1.      | 2003. június 30.   | 81         | 42     | 20     | 19     | 51.85  |
| Cerro Porteño     | Paraguay                  | 2003. július 1.      | 2004. december 31. | 46         | 29     | 10     | 7      | 63.04  |
| Colón             | Argentína                 | 2005. január 1.      | 2005. június 30.   | 21         | 7      | 8      | 6      | 33.33  |
| Libertad          | Paraguay                  | 2005. július 1.      | 2006. június 30.   | 75         | 39     | 19     | 17     | 52     |
| Paraguay          | Paraguay                  | 2007. július 1.      | 2011. július 29.   | 71         | 24     | 24     | 23     | 33.8   |
| Newell’s Old Boys | Argentína                 | 2012. január 1.      | 2013. július 22.   | 71         | 36     | 18     | 17     | 50.7   |
| Barcelona         | Spanyolország             | 2013. július 23.     | 2014. május 17.    | 59         | 40     | 11     | 8      | 67.8   |
| Argentína         | Argentína                 | 2014. augusztus 13.  | 2016. július 5.    | 29         | 19     | 7      | 3      | 65.52  |
| Atlanta United    | Amerikai Egyesült Államok | 2016. szeptember 27. | 2018. december 18. | 74         | 40     | 17     | 17     | 54.05  |
| Mexikó            | Mexikó                    | 2019. január 7.      | 2022. november 30. | 66         | 42     | 12     | 12     | 63.64  |
| Összesen          | Összesen                  | Összesen             | Összesen           | 686        | 359    | 168    | 159    | 52.33  |